# 현대제철
현대제철은 대한민국의 철강 기업으로, 현대자동차그룹의 계열사이다.

## 역사
- 1953년 6월 - 현대제철의 전신인 대한중공업공사가 설립.
- 1970년 4월 - 대한중공업공사(인천중공업으로 상호 변경) 흡수 합병
- 1972년 5월 - 철근공장 조업 시작.
- 1973년 7월 - 전기제강공장 조업 시작.
- 1975년 5월 - 소형공장의 조업 시작.
- 1978년 6월 - 현대그룹에 편입.
- 1979년 - 한국 최초 24인치 외경 강관공장. 연산 100만톤 울산공장 준공
- 1982년 - H형강공장(연산 30만 톤 규모 최초로 H형강 국산화 현재 연산 200만톤 세계 1위) 준공.
- 1985년 - 인천합금철을 흡수 합병.
- 1987년 5월 - 증권거래소에 주식을 상장.
- 2000년 3월 - 강원산업주식회사를 인수. 연산 180만톤 포항 전기로제강소와 레일공장 편입.
- 2000년 12월 - 특수강 스텐레스 냉연강판 업체인 창원 삼미특수강 스테인리스 냉연강판공장을 인수.
- 2001년 4월 - 현대자동차그룹에 편입.
- 2001년 7월 - INI스틸 주식회사로 상호를 변경.
- 2004년 - 한보철강 전기로 제강소와 당진 철근 공장을 인수 합병.
- 2006년 3월 - 현대제철주식회사로 상호 변경.
- 2010 - 연산 400만톤급(포항 1호고로 연산 103만톤급) 고로 2기를 완공한 한편 한국 최초 초대형고로 당진제철소 준공, 한국최초 친환경 밀폐형 철광석 보관 시설 준공
- 2013년 - 제3기 고로를 완공
- 2014년 1월 - 현대하이스코 주식회사의 냉연강판 제조 및 판매부문 분할합병.
- 2015년 7월 - 현대하이스코 주식회사 합병.
- 2017년 11월 - 내진강재 브랜드 H CORE 론칭
- 2020년 3월 - 현대하이에프씨주식회사를 분할.
- 2022년 9월 H CORE 리론칭하고 H CORE 단독 브랜드 홈페이지 개설
- 2025년 3월 비상경영 체제(전 임원 급여를 20% 삭감 및 전 직원을 대상으로 한 희망퇴직 검토) 돌입[1]

## 사건, 사고 및 논란

### 산업재해 문제
- 2005년 3월 22일 밤 10시 30분경, INI스틸 포항공장에서 압연탱크가 폭발, 파편 쇳조각이 공장지붕을 뚫고 인근 도로를 주행 중인 차량을 덮쳐 조수석에 탄 대학생 K모(21세)씨가 사망하고 운전자는 코뼈가 부러지는 등 부상을 당했다.[2]
- 2012년 9월부터 2014년 1월까지 1년여의 기간 동안 모두 13명의 근로자가 현대제철에서 사고로 사망하여 현대제철의 안전 의식과 대책에 근본적인 문제가 있다는 비판이 제기되었다.
- 2013년 5월, 전로제강공장에서 보수작업을 하던 하청업체 직원 5명이 아르곤가스에 질식해 숨지는 사고가 발생한 직후 고용노동부는 당진제철소를 특별 점검했는데, 이때 현대제철 898건, 협력업체 156건, 건설업체 69건 등 총 1,123건의 산업안전법 위반 사항이 적발되기도 했다. 같은 해 11월에도 제철소 내 그린파워발전소에서 가스가 누출돼 1명이 숨지고 8명이 다쳤는데, 이들 사고 당시 근로자들은 산소마스크와 가스누출 경보기 등 기본장비도 착용하지 않은 채 공장시설에 들어갔던 것으로 드러나서 안전관리가 제대로 이뤄지지 않았다는 지적을 받았다. 잇따른 사고로 여론의 질타를 받은 현대제철은 2013년 12월 5일 안전 확보를 위해 1,200억 원을 투자하고 전담 인력을 50명 늘린다는 내용의 종합 대책을 발표했으며, 일련의 사고에 대한 책임을 물어 임원 3명의 사표를 수리했다. 하지만 그 이후인 2014년 1월 19일에 또 다시 협력업체 직원이 고온의 냉각수 웅덩이에 빠져 사망하는 사고가 발생해 다시 비판을 받았다.
- 방하남 고용노동부 장관은 유감 표명과 함께 특단의 대책과 그에 대한 실천을 촉구했으며, 금속노조는 현실성 없는 안전계획이 노동자들만 잡아먹은 '죽음의 공장'으로 만들고 있다고 비판했다.
- 2014년에 다시 발생한 사고로 인해 현대제철의 수장인 박승하 부회장과 그룹 회장인 정몽구에 대한 책임론도 제기되었다. 박승하 부회장은 2013년 6월 철의 날 기념행사와 12월 5일 대국민 사과 등 안전사고 예방을 두 번씩이나 약속했지만 모두 지키지 못했다는 점이 지적되었다.[3][4][5][6][7][8]

### 용광로 추락 사망 사건
2015년 4월 3일, 현대제철 인천공장에서 근로자가 용광로에 추락해 사망하는 사건이 발생했다. 경찰은 1,500도가 넘는 고온의 쇳물에 빠져 죽은 탓에 시신도 수습하지 못했다고 밝혔다. 당시 사고 직후 현장을 촬영한 사진에 의하면 현장에는 난간조차 없었으며 바닥에는 미끄러운 쇳가루가 쌓여 있었고, 조명도 어두웠다고 한다. 당국은 이를 안전규정 위반으로 보고 조사 중이다.

## 본점 및 지점 현황
- 본점: 인천광역시 동구 중봉대로 63 (송현동)
- 성남지점: 경기도 성남시 분당구 분당내곡로 117 (백현동)

## 같이 보기
- 현대자동차그룹
- 대한민국의 경제